# Guillem el Savi
Guillem el Savi, conegut també com a Guillem IV de Hessen-Kassel (24 de juny de 1532 - 25 d'agost de 1592) fou el primer Landgravi de Hessen-Kassel (o Hessen-Cassel). Va ser el fundador de la línia més antiga, que ha arribat fins als nostres dies.
Guillem va néixer a Kassel, essent el primogènit del Landgravi Felip el Magnànim i Cristina de Saxònia. Després de la mort del seu pare en 1567, el territori de Hessen es va dividir entre els quatre fills de primer matrimoni del mort landgravi i Guillem va rebre la part voltant de la capital de Kassel.
Guillem va tenir una participació destacada en la salvaguarda de la reforma luterana i realitzà esforços infatigables per unir les diferents seccions del protestantisme contra el catolicisme. No obstant això, es va mostrar reticent a utilitzar la força militar en aquest conflicte.
Com a administrador que apareix rara energia, l'emissió de nombroses ordenances, el nomenament de funcionaris experts, i, en particular, ordenar les seves febles finances. Per una llei de la primogenitura que va assegurar la seva terra contra aquestes divisions testamentàries que havia disminuït l'herència del seu pare.

## Mecenatge
Guillem és més notable pel seu patrocini de les arts i les ciències. En la seva joventut havia conreat estrets vincles amb acadèmics i com a governant mantingué aquesta relació. El seu interès per l'astronomia podria haver estat inspirat per l'obra de Petrus Apianus Astronomicum Caesareum. Guillem va ser un pioner en la investigació astronòmica i potser deu la seva fama més duradora dels seus descobriments en aquesta branca. La majoria d'artefactes mecànics dissenyats per Tycho Brahe estaven disponibles a Kassel cap al 1584, i des de llavors les observacions formulades no semblen haver estat gairebé tan exacta com Tycho, però les longituds resultants van ser 6' massa en gran conseqüència de la paral·laxi solar adoptada de 3'.
El fruit principal de les observacions era un catàleg d'un miler d'estrelles, els llocs dels quals es van determinar mitjançant els mètodes emprats habitualment al segle xvi, connectant una estrella fonamental per mitjà de Venus amb el sol, i d'aquesta manera trobant la seva longitud i latitud, mentre que altres estrelles podrien, en qualsevol moment es fa referència a l'estrella fonamental. Cal fer notar que els rellotges, en què Tycho Brahe depenia molt poc, es van utilitzar a Kassel per trobar la diferència d'ascensió recta entre Venus i el sol abans de la posta del sol; Tycho preferia observar la distància angular entre el Sol i Venus, quan aquest era visible en el dia.
El catàleg d'estrelles de Hessen va ser publicat en Historia coelestis de Lucius Barettus (Augsburg, 1668), i una sèrie d'altres observacions es troben en Coeli et siderum in eo errantium observationes Hassiacae (Leiden, 1618), editat per Willebrord Snell. R. Wolf, en el seu Astronomische Mittheilungen, No. 45 (Vierteljahrsschrift der naturforschenden Gesellschaft, Zuric, 1878), ofereix un resum dels manuscrits que es conserven a Kassel, que aporten llum sobre els mètodes utilitzats en les observacions i les reduccions.

## Família
Guillem es va casar amb Sabina de Württemberg, filla del duc Cristòfol de Württemberg. La parella va tenir diversos fills:
- Anna Maria (27 de gener 1567 -21 de novembre de 1626), es va casar el 8 de juny de 1589 al comte Lluís II de Nassau-Saarbrücken
- Hedwig (30 de juny 1569 -7 juliol 1644), es va casar l'11 de setembre 1597 al comte Ernst de Schaumburg
- Agnès (des 30 de juny 1569 -5 setembre 1569)
- Sofia (10 de juny de 1571 -18 de gener de 1616)
- Maurici I de Hessen-Kassel (25 de maig 1572 - 15 de març de 1632), va tenir èxit com landgravi de la mort de Guillem IV en 1592.
- Sabine (12 de maig de 1573 -29 de novembre de 1573)
- Sidonie (29 de juny 1574 -4 d'abril 1575)
- Cristià (14 d'octubre 1575-9 de novembre de 1578)
- Elisabet (11 de maig 1577 -25 de novembre de 1578)
- Cristina (19 d'octubre 1578-19 d'agost 1658), es va casar el 14 maig 1598 Duc Joan Ernest de Saxònia-Eisenach
- Juliane, nascuda i morta el 9 de febrer de 1581

A més Guillem va tenir alguns fills il·legítims. El més significatiu i favorit entre ells va ser Felip von Cornberg (1553-1616), el fill de Guillem per Elisabet Wallenstein. Felip va ser ennoblit pel seu pare i es va convertir en l'ancestre dels barons von Cornberg actual.